# Russisch-schwedische Beziehungen
Die Russisch-schwedischen Beziehungen sind das zwischenstaatliche Verhältnis zwischen Russland und Schweden. Beide Länder konkurrierten über Jahrhunderte um die Vorherrschaft im Ostseeraum und führten zahlreiche Kriege gegeneinander. Im 19. Jahrhundert musste Schweden die russische Oberherrschaft über Finnland anerkennen und verabschiedete sich aus jeglicher Großmachtspolitik, während Russland in der Folgezeit eine wichtige europäische Macht blieb. Schweden und Russland führten nach dem Russisch-Schwedischen Krieg (1808–1809) keine Kriege mehr gegeneinander. Aufgrund seiner außenpolitischen Neutralität beteiligte sich Schweden weder am Ersten noch am Zweiten Weltkrieg und blieb auch im Kalten Krieg militärisch blockfrei. Nach dem Amtsantritt von Wladimir Putin und dem Beginn des Russisch-Ukrainischen Konflikts ab 2014 haben sich die Beziehungen Schwedens zu Russland allerdings kontinuierlich verschlechtert. Der russische Überfall auf die Ukraine 2022 veranlasste Schweden schließlich seine außenpolitische Neutralität aufgeben und 2024 der NATO beizutreten.

## Geschichte

### Vorgeschichte

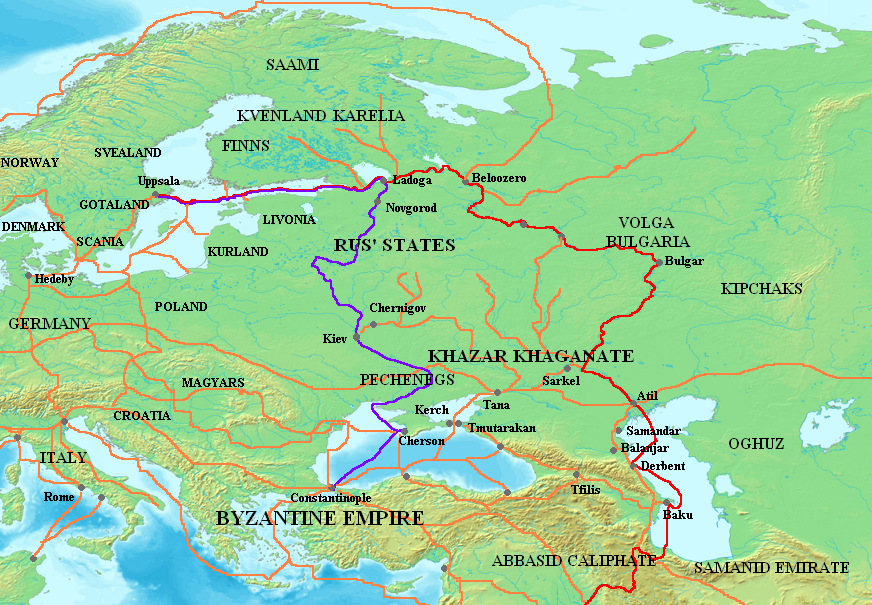
Handelswege der Waräger im Mittelalter

Skandinavische Wikinger trieben im Mittelalter auf den großen russischen Flüssen Handel und ließen sich in slawischen Siedlungen nieder, aus denen später große Städte wie Nowgorod und Kiew wurden. Diese Siedlungen führten zu gegenseitigen Bindungen, die auch dynastischer Natur waren, da ein warägerischer König (Rurik) eine Dynastie begründete, die vom 9. bis zum 16. Jahrhundert ununterbrochen herrschte, wie in der Nestorchronik dargestellt. Sogar der Name Russland leitet sich von den Warägern ab, da der alte Name für Wikinger im Osten Rus war. Das Königreich Schweden geriet ab dem 12. Jahrhundert mit der Republik Nowgorod in Konflikt und führte bis Mitte des 15. Jahrhunderts knapp ein Dutzend Kriege und Schlachten gegen diese, wobei es um die Kontrolle der lukrativen Handelsrouten in Nordeuropa ging. Danach gerieten die Schweden auch mit dem Großfürstentum Moskau in Konflikt, welches zum führenden ostslawischen Staat aufstieg, und schließlich mit dem Zarentum Russland.

### Kampf um die Vorherrschaft in der Ostsee
Während der Zeit der Wirren in Russland schlossen die beiden Staaten ein Bündnis gegen Polen-Litauen. Eine schwedische Armee unter der Leitung von Jakob De la Gardie wurde nach Russland entsandt, um sich an den Kämpfen gegen den Zweiten falschen Dmitri und die polnisch-litauischen Truppen zu beteiligen. Als jedoch Zar Wassili IV. gestürzt wurde und die Bojaren eine Vereinbarung mit Polen-Litauen getroffen haben, wonach der polnische Königssohn Władysław den Zarenthron besteigen sollte, kam es zum Ingermanländischen Krieg zwischen Schweden und Russland. Er endete 1617 mit dem Friedensvertrag von Stolbowo, der Russland von der Ostsee ausschloss und Schwedens Stellung als Großmacht im Norden sicherte. Mehrere Jahrzehnte später kam es zum Russisch-Schwedischen Krieg 1656–1658, in dem Schweden militärisch zwar unterlag, aber beim Friede von Kardis den Vorkriegsstatus wiederherstellen konnte.
Im Jahr 1700 startete eine dreifache Allianz aus Dänemark-Norwegen, Sachsen-Polen-Litauen und Russland einen Angriff auf das schwedische Protektorat Schleswig-Holstein-Gottorf und die Provinzen Livland und Ingermanland, da Schweden keinem Bündnis angehörte und von einem jungen und unerfahrenen König regiert wurde. So begann der Große Nordische Krieg. König Karl XII. führte die schwedische Armee gegen die Allianz an und errang mehrere Siege, obwohl er meist zahlenmäßig deutlich unterlegen war. Ein bedeutender Sieg über eine russische Armee, die dreimal so groß war wie die schwedische, gelang Schweden in der Schlacht von Narva im Jahr 1700. 1706 besiegten schwedische Truppen unter General Carl Gustav Rehnskiöld in der Schlacht bei Fraustadt eine kombinierte Armee aus Sachsen und Russland.

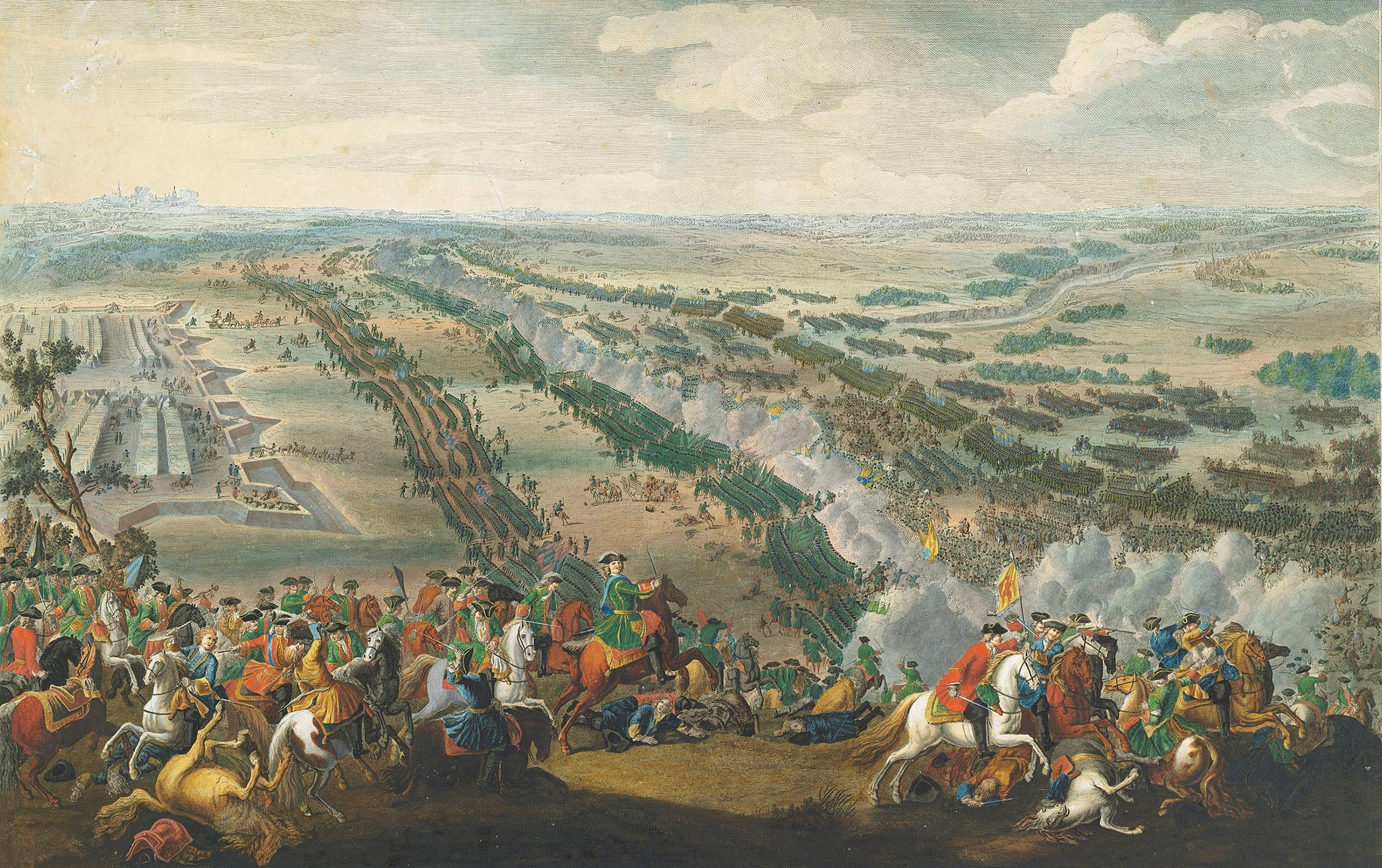
Schlacht bei Poltawa (1709)

Der anschließende Marsch Karls auf Moskau war zunächst von Erfolg gekrönt, als ein Sieg dem nächsten folgte. Der bedeutendste davon war die Schlacht bei Golowtschin, in der die kleinere schwedische Armee eine doppelt so große russische Armee in die Flucht schlug. Karls Feldzug endete jedoch mit einer Katastrophe, als die schwedische Armee bei Poltawa schwere Verluste gegen eine russische Streitmacht erlitt. Karl war vor der Schlacht durch eine Verletzung kampfunfähig geworden. Auf die Niederlage folgte die Kapitulation bei Perewolotschna. Die folgenden Jahre verbrachte Karl im Exil im Osmanischen Reich, bevor er zurückkehrte, um einen Angriff auf Norwegen anzuführen. Er versuchte, den dänischen König aus dem Krieg zu drängen, um alle seine Streitkräfte auf die Russen ausrichten zu können. Zwei Feldzüge scheiterten und endeten mit seinem Tod bei der Belagerung von Fredrikshald im Jahr 1718. Mit dem Frieden von Nystad (1721) erlangte Russland die Kontrolle über das Baltikum und stieg zur Führungsmacht im Ostseeraum auf, während Schweden seinen Status als Großmacht verlor. Die Estlandschweden von Hiiumaa wurden von Katharina II. in Neurussland angesiedelt (heutige Ukraine) und erhielten mit Staroschwedske ein eigenes Dorf.
Mit dem Russisch-Schwedischen Krieg von 1741–1743 versuchte Schweden seine verlorenen Gebiete wiederzugewinnen, was allerdings scheiterte. Im Frieden von Åbo musste Schweden daraufhin weitere Gebiete in Karelien an Russland abtreten. Zwischen 1788 und 1790 versuchte der schwedische König Gustav III. in einem weiteren Krieg erneut, die schwedische Großmachtstellung wiederherzustellen. Trotz einiger schwedischer Siege endete der Krieg jedoch im Friede von Värälä ohne Gebietsgewinne oder Verluste. Mitten in den Koalitionskriegen, 1803–1815, begann Zar Alexander I. von Russland 1808 einen weiteren Krieg gegen Schweden. Dabei verloren die Schweden die Kontrolle über Finnland. Im Vertrag von Fredrikshamn musste Schweden die Oberherrschaft Russlands über Finnland anerkennen, was als Großfürstentum Finnland ein autonomer Teil des Zarenreiches wurde. Napoleons Angriff auf Schwedisch-Pommern im Januar 1812 führte bald darauf einer Annäherung zwischen Schweden und Russland, die auch die Anerkennung der schwedischen Herrschaft über Norwegen durch Russland beinhaltete. Beide Länder führten danach keine Kriege mehr gegeneinander.

### 20. Jahrhundert
Im Ersten Weltkrieg blieb Schweden neutral und handelte sowohl mit den Mittelmächte als auch mit der Triple Entente, bestehend aus Frankreich, Russland und dem Vereinigten Königreich. Mit dem Zerfall des Russischen Reiches und der Oktoberrevolution unterstützte Schweden im Finnischen Bürgerkrieg von 1918 die bürgerlichen Weißen gegen die von den russischen Bolschewiki unterstützten finnischen Roten. Eine aus 1000 Mann bestehende schwedische Freiwilligenbrigade kämpfte in der Entscheidungsschlacht um Tampere. In der Zwischenkriegszeit blieb das Verhältnis zur übermächtigen Sowjetunion eher distanziert. Mit dem Beginn des Zweiten Weltkriegs erklärte Schweden erneut seine Neutralität, auch wenn es in einigen Fällen eher den Achsenmächten zuneigte. Im Juni 1940 unterzeichnete Schweden ein Durchfuhrabkommen mit Deutschland, das den Transit von Waren und Truppen durch Schweden auf ihrem Weg von Norwegen nach Finnland erlaubte, das Kriegsgegner der Sowjetunion wurde. Auch im Bereich Handel und Industrie kam es zu einer engen Kooperation Schwedens mit NS-Deutschland. 1944 kam es zu sowjetischen Bombenabwürfen auf Stockholm und Strängnäs, welche später nicht aufgeklärt wurden. Es handelte sich möglicherweise um ein Versehen. Der schwedische Diplomat Raoul Wallenberg stellte zwischen Juli und Dezember 1944 Schutzpässe aus und brachte Juden unter, wodurch er Zehntausende in Ungarn vor dem Holocaust rettete. 1945 wurde er in Ungarn von den sowjetischen Sicherheitsdiensten verhaftet und in Moskau inhaftiert, wo er vermutlich starb.
Nach 1945 blieb Schweden auch im Kalten Krieg neutral und trat nicht der NATO bei, auch wenn es als sozialdemokratisches Land dem Westen zuneigte. Als neutrales Land fürchtete Schweden einen möglichen Angriff der Sowjetunion und baute zahlreiche Bunker und Befestigungsanlagen im gesamten Land. Besonders die strategisch gelegene Insel Gotland bildete einen Fokus während dieser Zeit für mögliche Kriegspläne. Sowjetische U-Boote drangen zu Spionagezwecken immer wieder in schwedische Gewässer ein, was zu einer Reihe von politisch brisanten U-Boot-Vorfällen in Schweden führte, welche auch politisch untersucht wurden. Derartige Vorfälle endeten schließlich mit der Auflösung der Sowjetunion 1991.

### 21. Jahrhundert

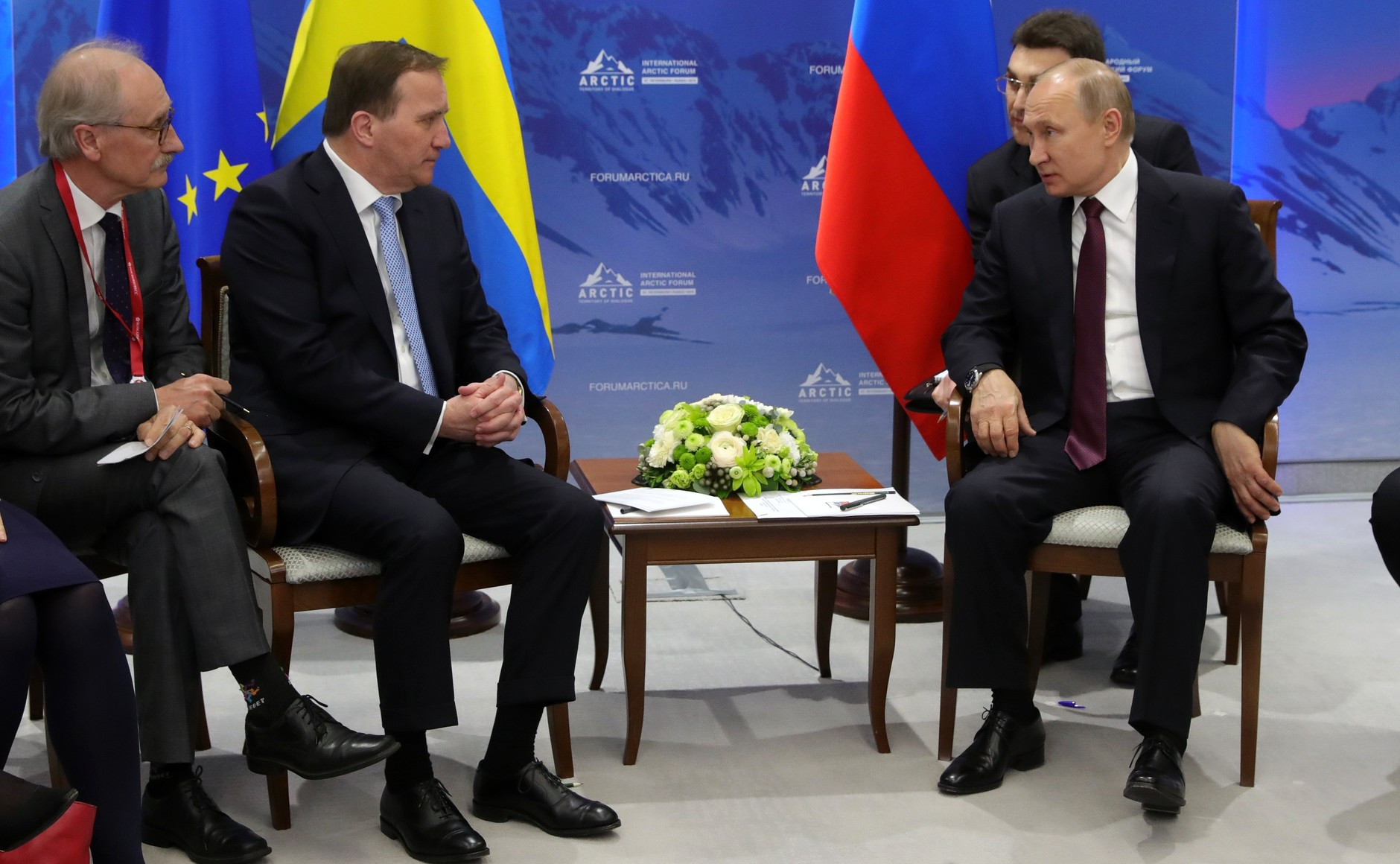
Stefan Löfven mit Wladimir Putin (2019)

Nach dem Ende der Sowjetunion nahm Schweden diplomatische Beziehungen mit der Russischen Föderation auf, dem Nachfolgerstaat der UdSSR. Mit dem Kaukasuskrieg 2008 verschlechterten sich die Beziehungen, als der schwedische Außenminister Carl Bildt die russische Unterstützung der Separatisten in Abchasien und Südossetien mit der Aggression Hitlers im Zweiten Weltkrieg verglich. Das Verhältnis verschlechterten sich weiter, nachdem Moskau 2009 Pläne für ein großes Gipfeltreffen zwischen der EU und Russland in Stockholm abgelehnt hatte. Der damalige russische Präsident Dmitri Medwedew war der Meinung, dass das Gipfeltreffen in Brüssel stattfinden sollte, da er der Ansicht war, dass dies ein neutralerer Ort für das Gipfeltreffen sei.
Russische Bomber sind nach der Ukraine-Krise 2014 mehrmals in der Nähe des schwedischen Luftraums aufgetaucht, was in Schweden zu Diskussionen über eine Verstärkung der Verteidigung geführt hat. Dies geschah auch 2015 mit dem Erwerb weiterer Gripen-Flugzeuge, U-Boote, Flugabwehrraketen und der Entsendung von Truppen nach Gotland in die Ostsee.
Mit der Vergiftung von Sergei Skripal in London kam es zu einem Streit. Nachdem das Vereinigte Königreich erklärt hatte, dass Russland den verwendeten Kampfstoff hergestellt habe, behauptete Russland, dass mehrere Länder, darunter Schweden, Nowitschok, den Nervenkampfstoff, der beim Anschlag in Salisbury eingesetzt wurde, herstellen würden. Die schwedische Außenministerin Margot Wallström bezeichnete die Anschuldigungen als „inakzeptabel“. In der Folge wiesen beide Länder Diplomaten aus.
Im Mai 2018, inmitten der Spannungen mit Russland, verschickte Schweden Broschüren an seine Haushalte, in denen es seinen Bürgern erklärte, wie sie sich auf einen möglichen Krieg vorbereiten sollten. Dies war das erste Mal seit dem Kalten Krieg in den 1980er Jahren, dass Schweden dies tat. Im Oktober 2020 kündigte Schweden an, dass die Militärausgaben innerhalb von fünf Jahren um 40 Prozent steigen würden, und begründete dies mit den russischen Aktivitäten in der Ostsee.
Nach dem russischen Angriff auf die Ukraine 2022 schloss sich Schweden den Sanktionen gegen Russland an und wurde dafür von den Russen auf die Liste unfreundlicher Staaten gesetzt. Schweden wies auch weitere russische Diplomaten aus. Im Jahr 2023 wurde der russische Botschafter vorgeladen, um sich über eine Aussage auf der Website der russischen Botschaft zu beschweren, wonach der Beitritt zur NATO die nordischen Länder zu einem „legitimen Ziel für russische Vergeltungsmaßnahmen, auch militärischer Art“, machen würden. Trotz der russischen Drohungen gab Schweden mit dem russischen Krieg in der Ukraine seine seit knapp 200 Jahren verfolgte Neutralitätspolitik auf und trat am 7. März 2024 offiziell der NATO bei.

## Diplomatische Vertretungen
- Russland hat eine Botschaft in Stockholm.
- Schweden eine Botschaft in Moskau und ein Generalkonsulat in Sankt Petersburg.

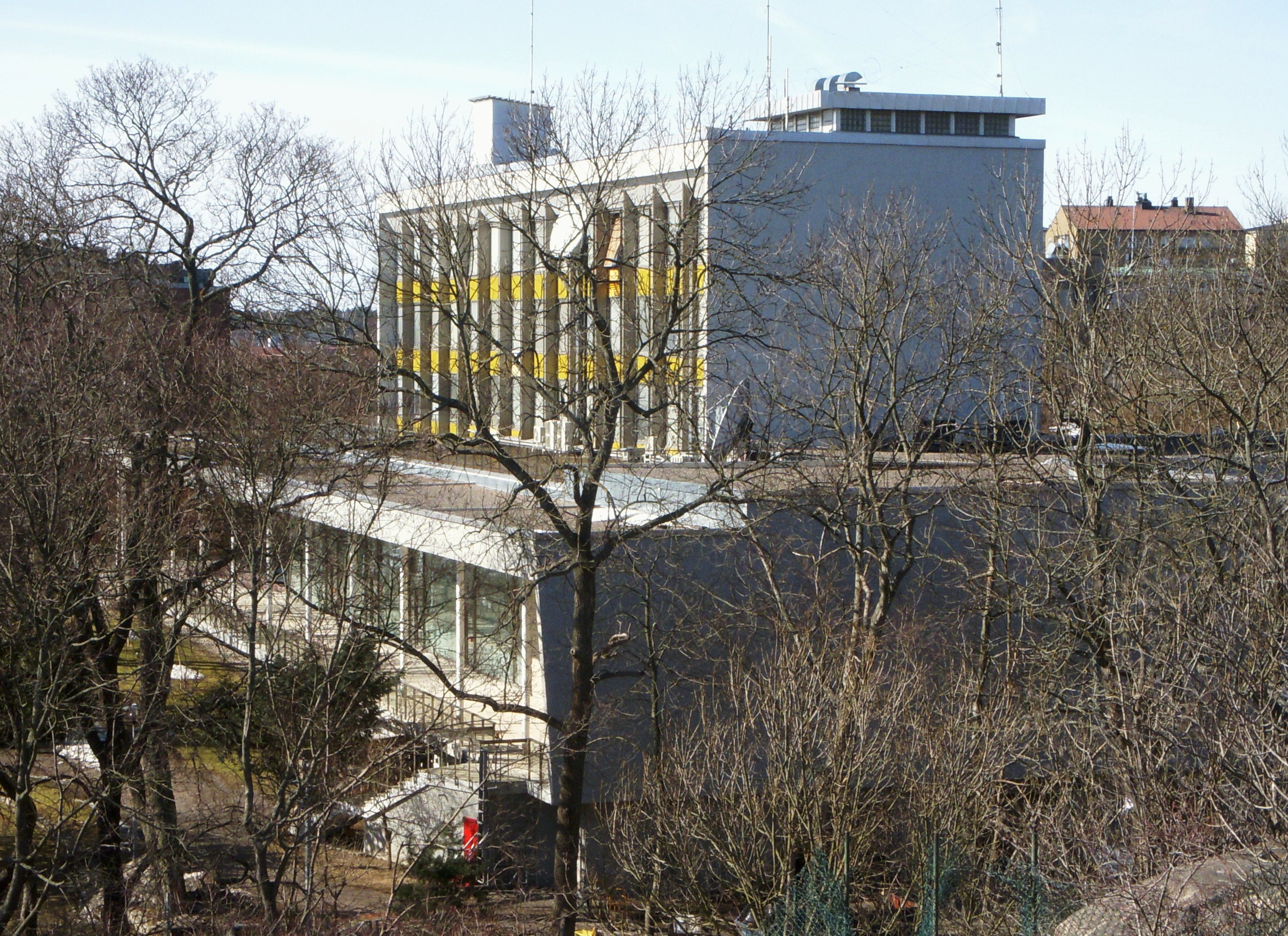
Russisches Botschaft in Stockholm
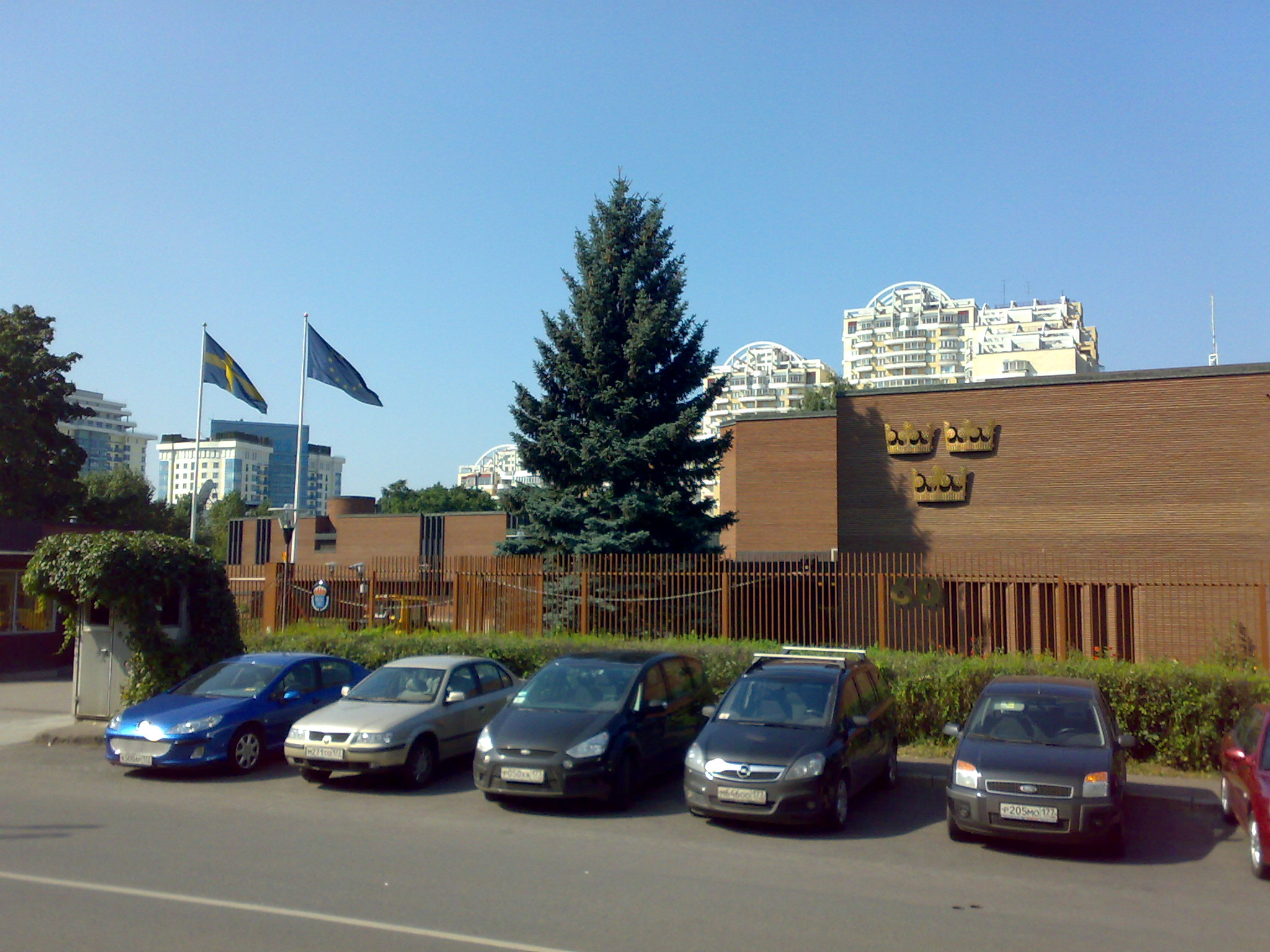
Schwedische Botschaft in Moskau